# Bruno François-Boucher
Pour les articles homonymes, voir Boucher.
Bruno François-Boucher est un réalisateur français né le 31 mars 1957 à Bayonne (Pyrénées-Atlantiques).

## Biographie
Bruno François-Boucher est le fils de l'artiste lyrique et romancière Simone Wal. Élevé par sa mère qui l'initie très tôt à la musique et aux arts, il passe ses premières années sur la côte basque à Bidart.
Puis Simone Wal s'installe à Bordeaux et il fait ses études au collège Saint-Joseph de Tivoli. Sa passion pour le cinéma naît le jour où sa mère l'emmène voir La Chute de l'Empire romain de Anthony Mann.
À l'âge de 8 ans il commence à noter sur un carnet le noms des acteurs et des réalisateurs. Il aime raconter des histoires en réalisant des collages à base de photos et collectionne les affiches et les bandes originales de films.
Vers 10 ans il tourne un court-métrage de cape et d'épée en Super 8 pour lequel sa mère fabrique les costumes. Durant son adolescence il tourne des dizaines de films amateur dans tous les genres : western, film policier, comédie. Il obtient avec l'un d'entre eux, Arlequin et Colombine (1976), un Prix de la mise en scène dans un festival.
Après son Bac il monte à Paris et suit les cours du Conservatoire libre du cinéma français  où il réalise deux courts-métrages en   16 mm. À sa sortie de l'école il travaille comme assistant-réalisateur et régisseur sur des téléfilms de Nelly Kaplan, Jean Chapot, Peter Kassovitz et sur les films Hôtel des Amériques d'André Téchiné, Circulez y'a rien à voir de Patrice Leconte, Fort Saganne de Alain Corneau, Subway de Luc Besson et Parking de Jacques Demy.
En 1986 il réalise son premier court-métrage en 35 mm, Coup de pompes , un polar en noir et blanc filmé du point de vue des pieds des personnages. Le film, sélectionné dans plusieurs festivals internationaux, obtient un Prix à la Qualité du Centre national du cinéma et de l'image animée avant d'être distribué en salles par Warner avec Autour de minuit de Bertrand Tavernier.
Luc Besson le remarque et produit son court-métrage suivant, Jeu de vilains , avec Denis Manuel et Alan Adair dans lequel deux hommes d'affaires se disputent un enjeu autour d'un circuit électrique de petites voitures. Le film remporte un Prix du Jury au festival de Mulhouse et il est acheté par Canal+.
Engagé par la société de Luc Besson, il réalise des courts-métrages de commande pour Gaumont et un documentaire en 16 mm sur le tournage de Nikita. Il écrit aussi un film d'horreur pour Gaumont et collabore avec de nombreux auteurs parmi lesquels Olivier Lorelle, Claude Klotz et Roberto Leoni, le scénariste de Mauro Bolognini et Alejandro Jodorowsky.
Après un passage dans la publicité et le vidéo-clip suivent plusieurs autres fictions courtes : Fils de personne, un film en costumes, Grain de folie comédie avec Ged Marlon présenté en sélection officielle au Festival du film de Fajr à Téhéran, Mélanie un thriller d’épouvante et Life Together d’après une nouvelle de Dorothy Parker. Selon ses mots " Le court-métrage s'apparente à la nouvelle. Ma mère en a écrit plusieurs recueils et je tiens d'elle cette forme elliptique qui permet d'explorer toutes sortes de sujets en pleine liberté."
En 2011 il fait une expérience au théâtre avec la comédienne Ségolène Point en participant à l'élaboration de deux pièces dont Le Bel Indifférent de Jean Cocteau. Enthousiasmé par la prestation de l'actrice, il décide de la filmer en plans serrés avec plusieurs caméras durant le spectacle Le Journal d'une femme de chambre d'Octave Mirbeau qu'elle joue pendant plusieurs mois à Paris. Il en tire un film de moins d'une heure qui sera les prémisses de son premier long-métrage.
Les Lettres portugaises  (2014) avec Ségolène Point et Nicolas Herman, adapté des Lettres éponymes de Gabriel de Guilleragues, elles-mêmes inspirées de Mariana Alcoforado la célèbre religieuse portugaise, est sélectionné aux Rencontres internationales du cinéma de patrimoine et de films restaurés de Vincennes , au Titanic International Festival de Budapest, à l'Alexandria International Festival for Mediterranean Countries en Égypte et sort en salles en 2015 . Le film est une gageure. Avec quasiment un seul personnage à l'écran, une jeune religieuse isolée dans un couvent du Portugal abandonnée par un soldat qu'elle a aimé, le réalisateur filme les tourments de la jeune femme qui ne cesse de se souvenir et d'écrire des lettres passionnées, reflets d'un amour sans retour. Utilisant le décor du couvent de Beja et la luxuriante nature de l'Alentejo dans une lumière inspirée des tableaux de la peintre portugaise Josefa de Óbidos (1630-1684) le film s'apparente à un poème, transcendé par des musiques baroques du XVIe siècle.
En 2017 il réalise un film fantastique de commande à petit budget, Révélation, diffusé en VOD. "Une expérience de réalisation pure pour tenter de trouver un langage sur un scénario imposé" dit le réalisateur.
En 2018 il crée sa société Bon Voyage Films Productions et produit son troisième long-métrage, Douche écossaise, un road movie en forme de polar co-écrit, co-produit et interprété par Ségolène Point avec Nicolas Herman. "Pour le simple plaisir de changer de registre avec du cinéma de divertissement", dira-t-il. S'ensuit un documentaire sociologique Correspondances (2019) avec Jean-Pierre Mocky, sorti le 10 janvier 2020, un documentaire-constat sur les divergences entre deux générations, le monde d'avant-guerre et celui d'aujourd'hui.
En 2020 il étend sa société à la distribution pour De l'autre côté du mur, le 2e long-métrage de Tiburce avec Etiève Léna et Karine Loriau, un thriller social qui remporte 22 prix dans des festivals internationaux.
En 2021 il produit et réalise Quitte pour la peur d'après l'œuvre d'Alfred de Vigny, interprété par Ségolène Point, Éric Beslay et François Le Roux, qui met en lumière la condition de la femme dans la noblesse du XVIIIe siècle. Le film sort en salles le 25 janvier 2023. Filmé en huis clos et quasiment en plan-séquence, l'œuvre renoue en partie avec l'inspiration des Lettres portugaises, utilisant la richesse de la langue française de de Vigny interprétée de manière naturelle et réaliste par de solides acteurs. La photo s'inspire du travail de Néstor Almendros dans les films d'Éric Rohmer auquel Quitte pour la peur rend hommage.
Puis il produit et distribue Le Monde d'après de Laurent Firode, comédie satyrique sur le crise de la Covid sélectionnée dans plusieurs festivals et qui rencontre le succès dans les salles indépendantes. En 2023 sa société sort trois films : Le Monde d'après 2 de Laurent Firode, L'automne à Pyongyang : un portrait de Claude Lanzmann de François Margolin, salué unanimement par la critique, et Dehors Dedans, un documentaire sur la réinsertion des sans-abris, réalisé par François Havez.
Il travaille actuellement sur la production de Eject, le 3ème long-métrage de Tiburce dont la sortie est prévue en 2024 et développe en parallèle deux projets comme réalisateur, l'un d'après Carlo Goldoni et l'autre d'après un roman de George Sand.

## Filmographie

### Réalisateur

#### Longs métrages
- 2014 : Les Lettres portugaises
- 2017 : Révélation
- 2018 : Douche écossaise
- 2019 : Correspondances (co-réalisé par Ségolène Point)
- 2021 : Le dernier acte
- 2022 : Quitte pour la peur

#### Courts et Moyens métrages
- 1977 : Arlequin et Colombine (film amateur)
- 1986 : Coup de pompes
- 1988 : Jeu de vilains
- 1988 : Mise au point
- 1990 : Au cœur de Nikita (documentaire)
- 1992 : Journal d'une femme de chambre
- 1997 : Fils de personne
- 1999 : Le rêve de l'enfant
- 2014 : Portrait de Daoud (documentaire)
- 2014 : Portrait d'Anwar Azzi (documentaire)
- 2015 : Mélanie
- 2016 : Life together
- 2018 : Rimes
- 2018 : En souvenir de Jean Zay (documentaire)
- 2019 : CinéMocky (documentaire)
- 2020 : Lettre d'un cinéaste confiné
- 2021 : Derrière la porte

### Producteur
- 2014 : Les Lettres portugaises de lui-même (producteur associé)
- 2017 : Révélation de lui-même
- 2018 : Douche écossaise de lui-même
- 2019 : Correspondances de lui-même (co-réalisé par Ségolène Point)
- 2020 : De l'autre côté du mur de Tiburce
- 2021 : Le dernier acte de lui-même
- 2022 : Quitte pour la peur de lui-même
- 2022 : Le Monde d'après de Laurent Firode
- 2023 : Dehors Dedans de François Havez
- 2023 : Le monde d'après 2 de Laurent Firode

### Assistant réalisateur
- 1981 : Livingstone de Jean Chapot (téléfilm)
- 1981 : Hôtel des Amériques d'André Téchiné
- 1982 : Dans la citadelle de Peter Kassovitz (téléfilm)
- 1983 : Circulez y'a rien à voir de Patrice Leconte
- 1983 : Le Thé à la menthe d'Abdelkrim Bahloul
- 1984 : Souvenirs, Souvenirs d'Ariel Zeitoun
- 1984 : Pull Marine de Luc Besson (vidéo-clip)

### Régisseur
- 1983 : Fort Saganne d'Alain Corneau
- 1984 : Subway de Luc Besson
- 1985 : Parking de Jacques Demy
- 1987 : Natalia de Bernard Cohn

## Distinctions
- 1987 : Prix à la Qualité du Centre national du cinéma et de l'image animée pour le court-métrage Coup de pompes.
- 1989 : Prix du Jury pour le court-métrage Jeu de vilains au Festival du film de Mulhouse[8].